# Mikael Lidgard
Mikael Lidgard, född 21 april 1994, är en svensk tidigare barnskådespelare.
Han spelade Sickan i Lilla Jönssonligan & stjärnkuppen 2006.

## Filmografi[3]
- 2006 – Lilla Jönssonligan & stjärnkuppen – Charles-Ingvar Jönsson

## Teater
- Trollkarlen från Oz – Spelade: Ozean, Lilleputt och Vampyr